# 백홍석 (군인)
백홍석(白洪錫, 일본식 이름: 德川榮一 도쿠가와 에이이치, 1890년 1월 11일 ~ 1960년 10월 4일)은 일제강점기와 대한민국의 군인이다. 평안남도 덕천 출생. 본관은 수원.

## 생애
1909년 9월 대한제국 무관학교가 폐지되자 일본으로 유학했다. 1911년 9월 1일 일본 중앙유년학교 예과를 졸업했고 본과 1학년에 입학했다. 1915년 5월 일본 육군사관학교를 졸업하고 육군 소위로 임관되었으며 일본 오카야마 소재 제17사단 보병 제54연대 소속으로 복무했다.
1919년 4월 일본 제국 육군 보병 중위로 임명되었으며 1937년 7월 평양 소재 조선군(조선 주둔 일본군) 제20사단 77연대 소속으로 복무했다. 1939년 4월부터 11월까지 육군 보병 소좌와 신의주지구 방공사령관을 역임했고 1940년 3월 5일부터 4월 24일까지 평안북도 방공위원회 위원을 역임했다. 1944년 4월 예비역 보병 중좌와 경성 육군사령부 과장을 역임하는 동안 일제의 조선인 병력 동원을 담당했다.
광복 이후인 1946년 통위부 자문역을 역임했으며 1948년 대한민국 육군 특별부대사령관으로 임명되었다. 1950년 대한민국 국방부 병무국장, 1951년 서울지구 병사구사령관, 1953년 대한민국 육군본부 병무감, 1954년 동부지구 경비사령관, 1955년 대한민국 육군 제33예비사단(현재의 제17보병사단) 단장을 역임했으며 같은 해 육군 소장 특진과 함께 육군 소장 예편하였다. 1952년 2월 1일부터 1952년 9월 9일까지 대한민국 재향군인회 초대 회장을 역임했다. 유해는 대전현충원 장군묘역에 있다. 장군1-176

## 사후
민족문제연구소의 친일인명사전 수록자 명단의 군 부문과 친일반민족행위진상규명위원회가 발표한 친일반민족행위 705인 명단에 포함되었다.

## 학력
- 대한제국 육군무관학교
- 일본 육군중앙유년학교
- 일본 육군예과사관학교
- 일본 육군사관학교 27기
- 대한민국 육군사관학교 특3기(1947년)
- 대한민국 통위부 보병학교 졸업(1948년)
- 대한민국 국방대학교 행정학사 1기(1956년)

## 가족 및 친인척 관계
- 부인: 장애신
- 차녀 : 백경화
- 둘째사위 : 채병덕

## 참고 자료
친일반민족행위진상규명위원회 (2009). 〈백홍석〉. 《친일반민족행위진상규명 보고서 Ⅳ-8》. 서울. 69~79쪽.